# Разборитост
Разборитост (грч. ϕρονησιϛ, лат. prudentia) је способност практичног умног деловања. Сматра се једном од основних врлина. Одликује се увидом, слободом избора, одмереношћу поступака и њиховом примереношћу конкретној ситуацији.